# ダン・カーティス
ダン・カーティス（Dan Curtis, 本名：R・ダニエル・カーティス、R. Daniel Curtis, 1927年8月12日 - 2006年3月27日）は、アメリカ合衆国の映画監督、映画プロデューサー。

## 経歴
カーティスの最も有名な作品は、テレビドラマ・シリーズ『Dark Shadows（ダーク・シャドウズ）』（1966年 - 1971年、en:Dark Shadows）である。この作品はソープ・オペラ（昼ドラマ）ながら、吸血鬼をテーマとしたホラーで、『血の唇』（1970年、en:House of Dark Shadows）、『Night of Dark Shadows』（1971年、en:Night of Dark Shadows）と映画版も作られた。放映終了後も番組販売で放映され、1991年にはリメイク・シリーズが作られた。2004年にもワーナー・ブラザース・テレビジョン・ネットワーク（en:The WB）でリメイク・シリーズが企画されたが、作られたのはパイロット版（en:Dark Shadows (2004)）のみだった。しかし、2007年にワーナー・ブラザースが新作の映画化を企画し、吸血鬼バーナバス・コリンズ（en:Barnabas Collins）役にはジョニー・デップが予定されている。
カーティスは他にも多くのSF/ホラー作品を作り、リチャード・マシスンとよく組んだ。
SF/ホラー以外では、『戦争の嵐』（1983年)とその続編『War and Remembrance』（1988年、en:War and Remembrance）というテレビ・ミニシリーズがあり、前者はエミー賞にノミネートされ、後者（あまりにも長かったため『戦争の黙示録』と『戦争と追憶』の2部に分けられた）もエミー賞15部門にノミネートされ、そのうち、最高ミニシリーズ賞、特殊効果賞、編集賞などを受賞した。
妻ノーマが亡くなった20日後の2006年3月27日、脳ガンで亡くなった。78歳だった。

## 主な監督作品

### テレビシリーズ
- Dark Shadows（ダーク・シャドウズ）（1966年 - 1971年） - ホラー。主演：ジョナサン・フリッド。
- 戦争の嵐（1983年、The Winds of War） - 主演：ロバート・ミッチャム、アリ・マッグロー。
- War and Remembrance（1988年） - 日本では第1部を『戦争の黙示録』、第2部を『戦争と追憶』としてビデオ発売。主演：ロバート・ミッチャム、ジョン・ギールグッド（エミー賞ノミネート）、ジェーン・シーモア（エミー賞ノミネート）、ポリー・バーゲン（エミー賞ノミネート）。
- Dark Shadows（ダーク・シャドウズ）（1991年） - ホラー。主演：ベン・クロス。

### テレビ映画
- 魔界記者コルチャック/脳髄液を盗む男（事件記者コルチャック/ナイト・ストラングラー）（1973年、en:Kolchak: The Night Stalker#The Night Strangler） - 事件記者コルチャックのパイロット版の1本。脚本：リチャード・マシスン。主演：ダーレン・マクギャヴィン。
- 凄惨!狂血鬼ドラキュラ（1973年） - ブラム・ストーカー『吸血鬼ドラキュラ』が原作のホラー。脚本：リチャード・マシスン。主演：ジャック・パランス。
- 怪奇!戦慄の怪人/オカルトショック（1973年、The Norliss Tapes） - ロイ・シネス主演のテレビシリーズのためのパイロット版。ただし、シリーズは製作されなかった。
- 影なき恐怖（1974年、Scream of the Wolf） - ホラー。脚本：リチャード・マシスン。主演：クリント・ウォーカー、ピーター・グレイブス。
- 恐怖と戦慄の美女（1975年、en:Trilogy of Terror） - オムニバス・ホラー。原作・脚本：リチャード・マシスン、他。主演：カレン・ブラック。
- 恐怖!蜘蛛の巣連続殺人（1977年、Curse of the Black Widow） - ホラー。主演：アンソニー・フランシオサ、ヴィック・モロー。
- スーパートレイン／豪華原子力超特急・謎の連続殺人事件（1979年、Supertrain: Express To Terror） - TVシリーズ「原子力超特急スーパートレイン」のパイロット版。主演：エドワード・アンドリュース
- イントルーダーズ/第四の遭遇（1992年、en:Intruders (miniseries)） - SF。主演：リチャード・クレンナ。

### 映画
- 血の唇（1970年） - ホラー。主演：ジョナサン・フリッド、ジョーン・ベネット。テレビ・シリーズ『Dark Shadows』の映画化第1弾。
- 血の唇2（1971年） - ホラー。テレビ・シリーズ主演：デヴィッド・セルビー。『Dark Shadows』の映画化第2弾。
- 家（1976年） - ホラー。主演：カレン・ブラック、オリヴァー・リード。